# دانه‌خوار ابروزرد
دانه‌خوار ابروزرد یا قناری ابروزرد (نام علمی: Serinus whytii) نام یک گونه از سرده سهره دمگاه‌زرد است.